# Ladislao Biro
Ladislao José Biro (Budapest, 29 de septiembre de 1899-Buenos Aires, 24 de octubre de 1985) fue un inventor y periodista húngaro nacionalizado argentino, autor de 32 inventos, entre ellos el bolígrafo, que le dio fama internacional.

## Biografía
Al nacer, su peso era inferior a dos kilos, lo cual hizo creer a los médicos que no sobreviviría, sin embargo, su madre (que según su nieta e hija de Ladislao, hubiera querido ser médica, algo casi imposible para la época) lo acostó en una caja de zapatos forrada con algodón que debajo tenía una lámpara para mantenerlo caliente.
Sus principales inventos fueron: el perfumero, que tiene el mismo principio que el bolígrafo que luego se aplicó a los desodorantes a bolilla; el modelo de pluma estilográfica (1928), el lavarropas (1930); la caja de cambios automática mecánica (que vendió a General Motors en 1932); el termógrafo clínico (1943), el proceso continuo para resinas fenólicas (1944); el proceso para mejorar la resistencia de varillas de acero (1944); un dispositivo para obtener energía de las olas del mar (1958); la boquilla antitóxica; la cerradura inviolable; un sistema molecular e isotópico para fraccionamiento de gases (1978).

## Birome

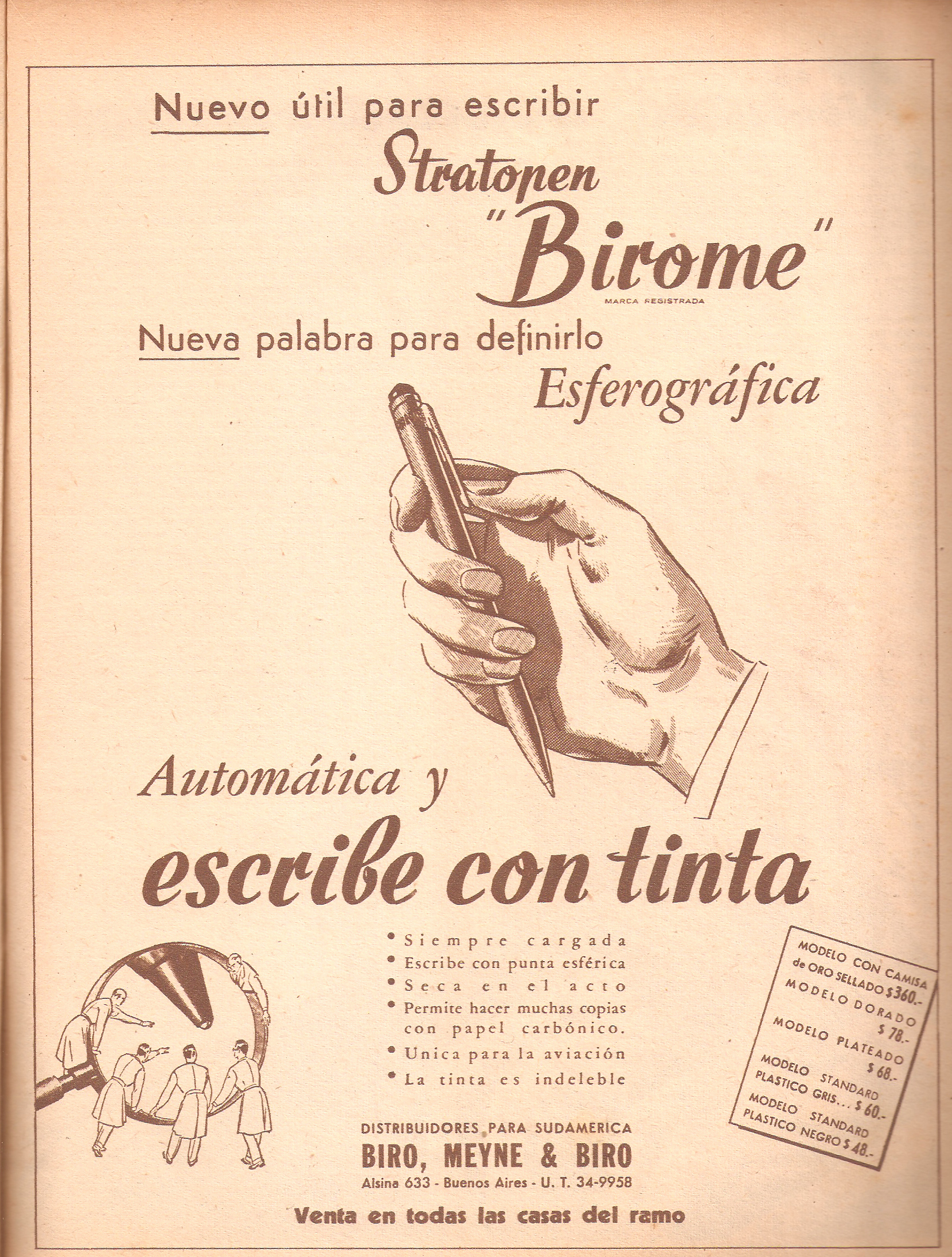
Propaganda comercial en la revista argentina Leoplán, de 1945, promoviendo la primera birome.

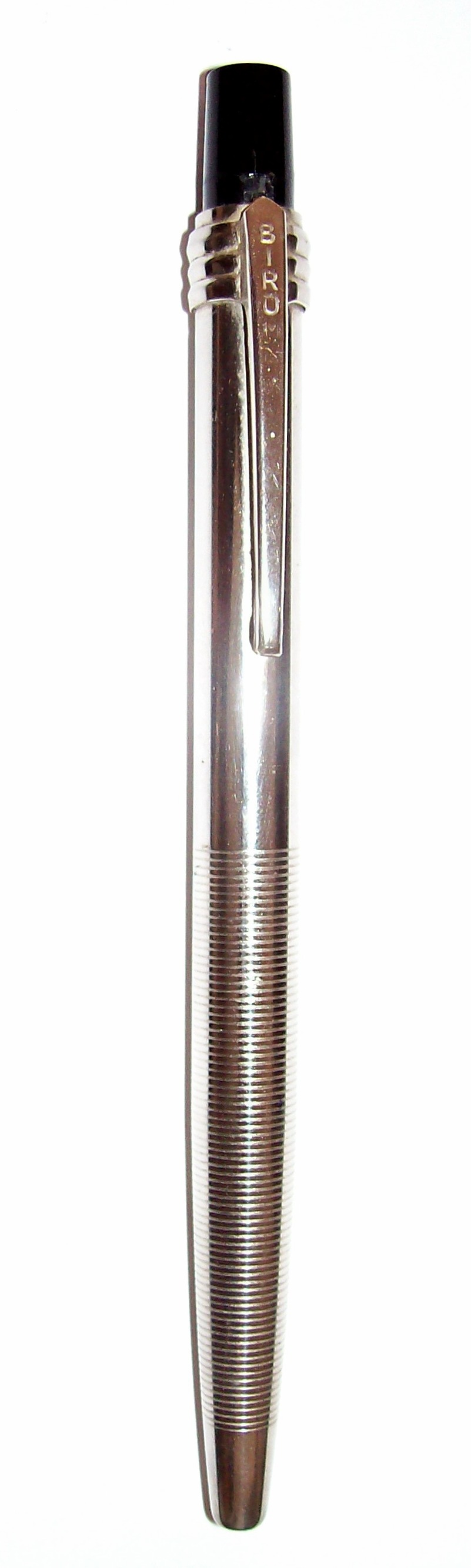
birome fabricadas por los hermanos Biro y Meyne.

Como periodista, estaba molesto por los trastornos que le ocasionaba su pluma fuente (que era para diestros y él era zurdo) cuando se le atascaba en medio de un reportaje. Entonces, junto con su hermano Gyorgy, que era químico, obtuvo una tinta útil para la escritura a mano, pero que no podía utilizarse con la pluma pues se trababa al escribir. Un día, observando a unos pequeños jugar en la calle con bolitas que, al atravesar un charco, salían trazando una línea de agua en el piso seco, se dio cuenta de que debía reemplazar el uso de la pluma metálica en la punta por una bolita. Biro patentó un prototipo en Hungría y en Francia, en 1938, pero no llegó a comercializarlo.
Agustín Pedro Justo, al poco tiempo de dejar de ser Presidente de la Nación Argentina, lo invitó a radicarse en su país cuando de casualidad lo conoció en Yugoslavia escribiendo artículos  para un periódico húngaro con un prototipo del bolígrafo y Biro le comentó de sus inconvenientes para conseguir una visa. Entonces Justo, que no le había dicho quién era, le dio una tarjeta con su nombre.
Biro no se decidió en ese momento a ir a la Argentina, pero en mayo de 1940, al comenzar la Segunda Guerra Mundial, él y su hermano emigraron hacia Argentina junto con Juan Jorge Meyne, su socio y amigo de origen judío a quien ayudó a escapar de la persecución nazi. Tiempo después, su esposa Elsa y su hija Mariana desembarcarían también en Buenos Aires (su casa se encontraba en el barrio de Colegiales,  y hoy alberga una institución dedicada a los inventores).
En ese año formaron la compañía Biro Meyne Biro y en un garaje con 40 operarios y un bajo presupuesto mejoró su invento, patentado el 10 de junio de 1943 en Buenos Aires. Lanzaron el producto al mercado bajo el nombre comercial de Birome (acrónimo con las sílabas iniciales de Biro y Meyne). Su venta al público fue de entre 80 y 100 dólares, excesivo para esa época.

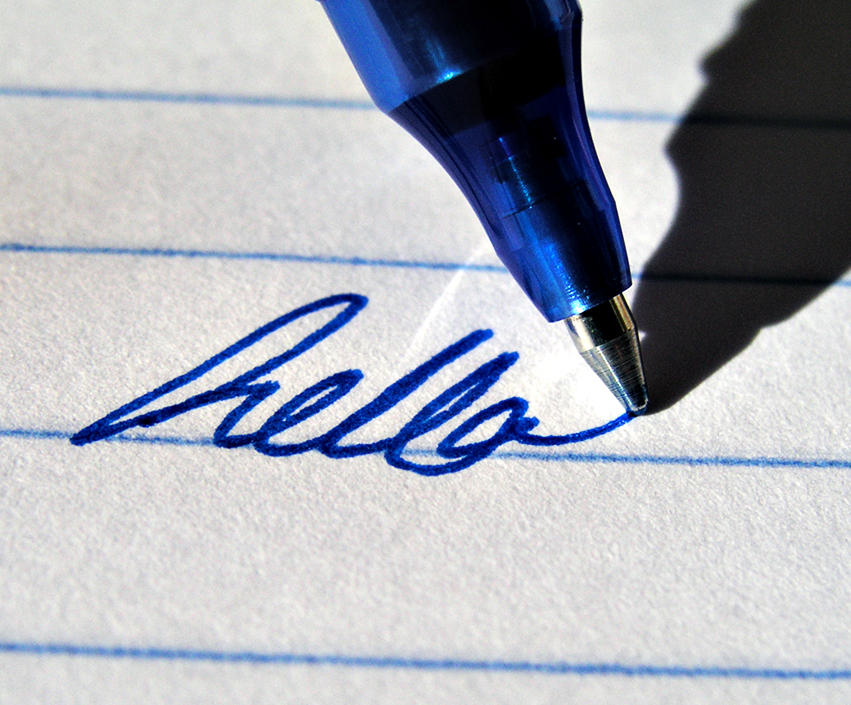
Escritura de un bolígrafo moderno.

Al principio los libreros consideraron que esos «lapicitos a tinta» eran demasiado baratos como para venderlos como herramienta de trabajo y los vendían como juguetes para chicos. Al respecto, en su última entrevista antes de fallecer, Biro afirmó: 

Mi «juguete» dejó 36 millones de dólares en el tesoro argentino, dinero que el país ganó vendiendo productos no de la tierra sino del cerebro.

Cuando comenzó a promoverse, se la llamó esferográfica y se hacía hincapié en que siempre estaba cargada, secaba en el acto, permitía hacer copias con papel carbónico, era única para la aviación y su tinta era indeleble.
En 1943 licenció su invento a Eversharp Faber, de los Estados Unidos, en la entonces extraordinaria suma de USD 2.000.000, y en 1951 a Marcel Bich, fundador de la empresa Bic de Francia.
La sociedad formada por Biro y sus socios quebró, aquejada por falta de financiamiento y por nuevos inventos que no tuvieron éxito comercial. Un antiguo proveedor, Francisco Barcelloni, intentó entusiasmar a Biro para fabricar un bolígrafo de bajo costo. No logró convencerle y se instaló por su cuenta; mejoró el flujo de tinta y ensayó una bolilla de triple dureza. Más tarde, Barcelloni contrató a Biro para la dirección de la nueva fábrica.
En 1969 la editorial de Buenos Aires Rodolfo Alonso publicó el libro de memorias de Biro  "Una revolución silenciosa" .

## Marca registrada "Biro"
Su lapicera esferográfica está muy referenciada como una "biro" en muchos países: Reino Unido, Irlanda, Rusia, Australia e Italia. Aunque la palabra es una marca registrada, se ha vulgarizado su uso.

## Otros inventos
Biro desarrolló otros inventos, algunos, muy populares:
| Nombre                                                      | Patente        | Año  | Notas |
| ----------------------------------------------------------- | -------------- | ---- | --- |
| Perfumero                                                   | Biro           |      | Tiene el mismo principio que el bolígrafo, aplicado luego a los desodorantes a bolilla.                                             |
| Modelo de pluma estilográfica                               | Biro           | 1928 | |
| Lavarropas                                                  | Biro           | 1930 | Habría sido construido para su esposa Elsa Schick.                                                                                  |
| Caja de cambios automática mecánica                         | General Motors | 1932 | Su patente fue adquirida por GM al tiempo que desarrollaba una caja hidráulica, se presume que para eliminar la posible competencia |
| Termógrafo clínico                                          | Biro           | 1943 | |
| Proceso continuo para resinas fenólicas                     | Biro           | 1944 | |
| Proceso para mejorar la resistencia de varillas de acero    | Biro           | 1944 | |
| Dispositivo para obtener energía de las olas del mar        | Biro           | 1958 | |
| Boquilla antitóxica.                                        | Biro           |      | |
| Cerradura inviolable.                                       | Biro           |      | |
| Sistema molecular e isotópico para fraccionamiento de gases | Biro           | 1978 | |

## Perfumes
Poco conocidos, figuran en The Encyclopaedia of Perfume varios perfumes registrados por la compañía Biro, Meyne & Biro.
| Nombre           | Compañía           | Año  | Notas                             |
| ---------------- | ------------------ | ---- | --------------------------------- |
| Symphony         | Biro, Meyne & Biro | 1945 | Discontinuado (fecha desconocida) |
| Voix du Cœur     | Biro, Meyne & Biro | 1945 | Discontinuado (fecha desconocida) |
| Voix de France   | Biro, Meyne & Biro | 1947 | Discontinuado (fecha desconocida) |
| Voix de la Forêt | Biro, Meyne & Biro | 1947 | Discontinuado (fecha desconocida) |
| Voix de Paris    | Biro, Meyne & Biro | 1947 | Discontinuado (fecha desconocida) |
| Voix du Ciel     | Biro, Meyne & Biro | 1947 | Discontinuado (fecha desconocida) |
| Anaïtis          | Biro, Meyne & Biro | 1948 | Discontinuado (fecha desconocida) |
| Chou-Chou        | Biro, Meyne & Biro | 1947 | Discontinuado (fecha desconocida) |
| Parforce         | Biro, Meyne & Biro | 1947 | Discontinuado (fecha desconocida) |
| Pathetique       | Biro, Meyne & Biro | 1947 | Discontinuado (fecha desconocida) |
| Sympathy         | Biro, Meyne & Biro | 1947 | Discontinuado (fecha desconocida) |
| Flower Speak     | Meyne & Biro       | 1947 | Discontinuado (fecha desconocida) |
| No 71            | Biro, Meyne & Biro | 1948 | Discontinuado (fecha desconocida) |
| No 72            | Biro, Meyne & Biro | 1948 | Discontinuado (fecha desconocida) |
| No 73            | Biro, Meyne & Biro | 1948 | Discontinuado (fecha desconocida) |
| No 74            | Biro, Meyne & Biro | 1948 | Discontinuado (fecha desconocida) |
| No 75            | Biro, Meyne & Biro | 1948 | Discontinuado (fecha desconocida) |
| Chant du Ciel    | Biro, Meyne & Biro | 1948 | Discontinuado (fecha desconocida) |
| Chant d’Espoir   | Biro, Meyne & Biro | 1948 | Discontinuado (fecha desconocida) |
| Chant d’Étoile   | Biro, Meyne & Biro | 1948 | Discontinuado (fecha desconocida) |
| Chant de Paris   | Biro, Meyne & Biro | 1948 | Discontinuado (fecha desconocida) |

## Homenajes
Ládislao Biró figura en una serie de timbres postales emitidos en 1994 por Correo Argentino, en ocasión del cincuentenario de la invención de la esferográfica, en su honor y el de otros tres inventores argentinos.
En Argentina el 29 de septiembre, día de su nacimiento, se conmemora el Día del Inventor.
En Rosario, provincia de Santa Fe, Argentina, un colegio fundado en 2021 lleva su nombre, denominándose Colegio Biró.